# Asosa
Asosa (amhárico: አሶሳ, Äsosa) es una ciudad en el oeste de Etiopía y es capital de la región administrativa (kilil) de Benishangul-Gumaz. Tiene una población estimada al 2005, de 20.226 habitantes, de los cuales 10.929 serían hombres, y 9.297 mujeres.
- Datos: Q532102
- Multimedia: Asosa / Q532102